# 히말리아군

이 그림에서는 히말리아군의 구성원 간 크기와 궤도 요소를 비교하고 있으며, 디아, 에르사, 판디아는 그림 작성 당시 발견되지 않아 포함되지 못했다. 가로축은 목성과의 평균 거리, 세로축은 평균 궤도 경사, 원의 크기는 상대적인 위성의 크기를 나타낸다.

이 그림에서는 목성의 모든 불규칙 위성들을 보여준다. 히말리아군은 그래프 위쪽에 뭉쳐 있다. 가로축은 목성과의 거리, 세로축은 평균 궤도 경사, 원의 크기는 상대적인 위성의 크기를 나타내며, 노란 막대는 목성과의 최대 및 최소 거리를 나타내는 것으로, 궤도 이심률을 뜻한다.

히말리아군(Himalia group)은 목성의 위성 중 순행 불규칙 위성들의 집합으로, 히말리아의 궤도와 궤도가 비슷해 기원이 같을 것이라 추정되는 위성군이다.

## 구성원
현재까지 히말리아군의 구성원으로 밝혀진 위성들은 다음과 같다.
- 레다
- 히말리아
- 에르사
- 판디아
- 리시테아
- 엘라라
- 디아

국제천문연맹에서는 목성의 위성에서 순행 운동을 하는 위성의 이름은 a로 끝나게끔 하고 있다(레다→Leda, 히말리아→Himalia 등).

## 성질 및 기원
궤도적으로 히말리아군의 위성들은 궤도 긴반지름 1115만~1175만 km, 궤도 경사 26.6°~28.3°, 궤도 이심률 0.11~0.25 사이로 작은 범위에서 분포하고 있다. 물리적인 겉보기는 색지수 B-V = 0.66, V-R = 0.36으로 특별하게 띄는 색상이 없으며, C형 소행성과 유사하다. 궤도와 물리적 유사성에서, 히말리아군은 예전에 소행성대에 있던 소행성이 분해된 잔해라는 가설이 제기되었다. 기원 천체의 반지름은 89 km로 추정되며, 이는 히말리아보다 약간 큰 정도이다. 히말리아는 기원 천체 질량의 87%를 보존하고 있으며, 따라서 천체가 크게 분해되지는 않은 것으로 추정된다.
수치적분을 통해, 순행 위성들은 태양계의 일생 동안 충돌을 겪었을 가능성이 높은 것으로 드러났으며, 특히 히말리아와 엘라라는 평균 충돌 횟수가 1.5회로 추정된다. 여기에 더해 순행 위성과 역행 위성 간의 충돌 가능성도 상당히 높음이 밝혀졌으며, 따라서 현재의 위성군 분포는 행성 형성 초기에 일어난 분해 한 번의 파편이 아니라, 카르메군이나 아난케군과 같은 다른 위성군과의 잦은 충돌의 결과물이라는 주장이 제기되었다.